# Piazza Giuseppe Poggi

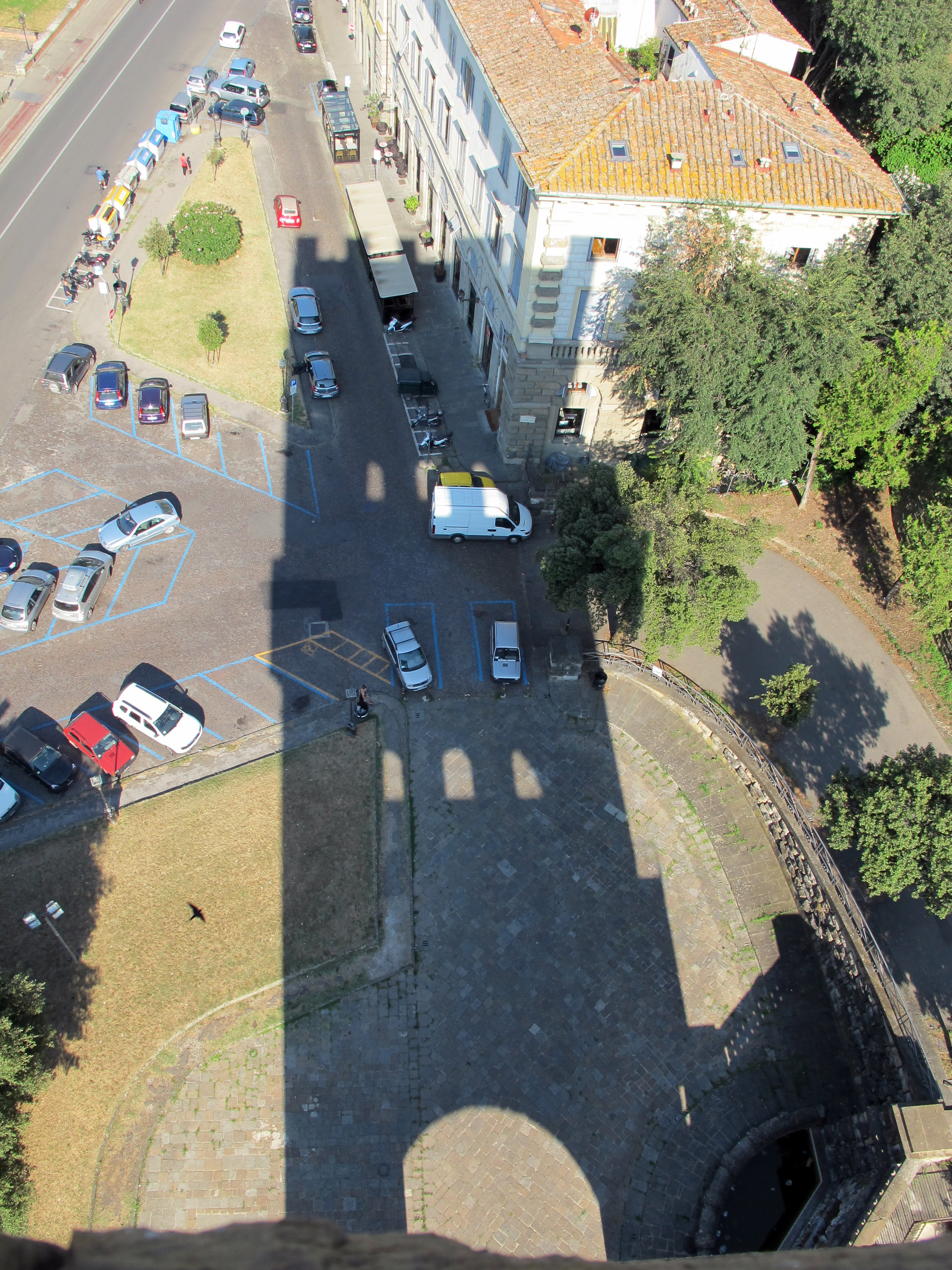
La piazza vista da Porta San Niccolò, con l'ombra di quest'ultima su di essa

Piazza Giuseppe Poggi si trova a Firenze tra il lungarno Benvenuto Cellini, il lungarno Serristori e via San Niccolò. Fino al 1911 essa si chiamava piazza delle Mulina e poi prese il nome attuale.
Sull'Arno, fuori dalle mura, vi erano dei mulini azionati dalle acque di un canale alimentato dal fiume: il canale iniziava a monte della pescaia di San Niccolò, costeggiava il lungarno Serristori, poi rientrava nell'Arno dopo il Ponte alle Grazie.
Questo canale forniva la forza motrice anche ai mulini del Renaio, situati in piazza delle Mulina di San Giorgio, l'attuale piazza Demidoff, i quali furono fatti costruire nel 1356 dalla Repubblica fiorentina, per far fronte ad una eventuale distruzione (da parte del nemico) di quelli fuori delle mura.
La piazza è oggi dedicata a Giuseppe Poggi, l'architetto del piazzale Michelangelo e dei viali di Circonvallazione fiorentini, che qui realizzò una delle sue creazioni più ardite, con la serie di rampe in stile neo-manierista che portano su fino al belvedere del piazzale.
In mezzo alla piazza si trova ancora l'antica Porta San Niccolò che, con la sua imponenza, assomiglia ad una torre.